# مورات آیگون
مورات آیگون کیک بوکسور هلندی - ترک است که از سال ۲۰۱۴ به‌طور حرفه ای در این مسابقات شرکت می‌کند. وی قهرمان سابق سنگین‌وزن WFL است. در ماه مه سال ۲۰۲۰، او با وان چمپیونشیپ قرارداد دوساله امضا کرد. آیگن همچنین پیش از این در سوپرکامبت می‌جنگید.
در ژوئیه ۲۰۲۱، او طبق جدول Combat Press در رده ۶ سنگین‌وزن قرار دارد.